# 鹿児島県警察
鹿児島県警察（かごしまけんけいさつ、英語: Kagoshima Prefectural Police）は、鹿児島県が設置した警察組織であり、鹿児島県内を管轄区域とし、鹿児島県警と略称する。警察法上、鹿児島県公安委員会の管理を受けるが、給与支払者は鹿児島県知事である。また警察庁九州管区警察局の監督を受ける。

## 沿革
- 1954年（昭和29年）7月1日 警察法施行により鹿児島県警察誕生[1]。
- 1996年（平成8年）11月 県庁舎移転に伴い警察本部庁舎を現在地に新築移転し開庁。
- 1999年（平成11年） 本部長の小野次郎により日本で初めてパトカーの車体の黒い部分に「POLICE」の文字を入れる。
- 2010年（平成22年）4月1日 生活安全部地域課に「自動車警ら隊」を設置。
- 2020年（令和2年）4月1日 横川警察署を統合し、霧島警察署は霧島市全域を管轄することになる。横川警察署は『横川幹部派出所』に格下げとなる。

## 本部組織
- 警務部
  - 警務課
    - 会計係
    - 人事係
    - 採用第一係
    - 採用第二係
    - 給与係
    - 企画第一係
    - 企画第二係
    - 企画第三係
    - サイバーセキュリティ係
    - 人材育成推進室

  - 総務課
    - 会計係
    - 総務係
    - 企画渉外係
    - 取調べ監督室
    - 公安委員会補佐室

  - 相談広報課
    - 会計係
    - 広報係
    - 電話交換係
    - 音楽隊
      - 音楽隊係

    - 被害者支援室
    - 警察安全相談センター
    - 法制指導室
    - 警察情報センター

  - 会計課
    - 会計係
    - 予算第一係
    - 予算第二係
    - 調度係
    - 装備第一係
    - 装備第二係
    - 施設管理室
    - 監査室

  - 監察課
    - 会計係
    - 表彰係
    - 監察係
    - 訟務係

  - 留置管理課
  - 厚生課
    - 会計係
    - 福利企画係
    - 厚生係
    - 共済係
    - 健康管理室

  - 情報管理課
    - 会計係
    - 企画指導係
    - ICT推進室
    - 照会センター

- 生活安全部
  - 生活安全企画課
    - 会計係
    - 企画指導係
    - 子供・女性の安全対策係
    - 告訴・告発係
    - 犯罪抑止対策室
    - 生活安全許可センター

  - 地域課
    - 会計係
    - 企画係
    - 船舶係
    - 通信指令室
    - 地域指導室
    - 鉄道警察隊
    - 自動車警ら隊

  - 人身安全・少年課
    - 会計係
    - 企画係
    - 少年事件係
    - 告訴・告発係
    - 人身安全対策室
    - 少年サポートセンター

  - 生活環境課
    - 会計係
    - 企画指導係
    - 生安特捜係
    - 女性被害特捜係
    - 告訴・告発係

  - サイバー犯罪対策課
    - 会計係
    - 企画指導係
    - 捜査係
    - 支援係

- 刑事部
  - 刑事企画課
    - 会計係
    - 刑事企画係
    - 捜査共助係
    - 刑事法令係
    - 刑事公判係
    - 刑事教養係
    - 取調べ指導係
    - 傍受指導係
    - 捜査支援室
    - 告訴・告発センター

  - 捜査第一課
    - 会計係
    - 企画係
    - 強行犯係
    - 強行特捜第一係
    - 強行特捜第二係
    - 性犯罪捜査指導係
    - 特殊事件第一係
    - 特殊事件第二係
    - 広域犯係
    - 科学捜査係
    - 盗犯係
    - 盗犯特捜係
    - 組織窃盗対策係
    - 手口係
    - 広域機動捜査係
    - 長期未解決事件捜査係
    - 告訴・告発係
    - 火災犯係
    - 機動捜査隊
    - 検視室

  - 捜査第二課
    - 会計係
    - 知能犯企画係
    - 知能犯指導係
    - 一般知能犯係
    - 知能犯特捜第一係
    - 知能犯特捜第二係
    - 告訴・告発係
    - 特殊詐欺特別捜査隊

  - 組織犯罪対策課
    - 会計係
    - 企画指導係
    - 暴力排除係
    - 暴力犯特捜係
    - 告訴・告発係
    - 薬物銃器対策室
    - 犯罪のグローバル化・犯罪インフラ対策室
    - 組織情報管理室

  - 鑑識課
    - 会計係
    - 企画指導係
    - 現場係
    - 技術開発係
    - 足跡痕係
    - 警察犬係
    - 現場写真係
    - 写真資料係
    - 検証係
    - 指紋情報管理室
    - 機動鑑識隊

  - 科学捜査研究所
    - 会計係
    - 鑑定資料係

- 交通部
  - 交通企画課
    - 会計係
    - 企画調査係
    - 企画指導係
    - 交通事故統計係
    - 交通事故分析係
    - 交通安全啓発係
    - 高齢者交通安全支援室

  - 交通指導課
    - 会計係
    - 企画係
    - 執行管理係
    - 指導係
    - 通告係
    - 捜査指導係
    - 駐車対策係
    - 図化係
    - 交通特別捜査係
    - 交通鑑識係
    - 告訴・告発係
    - 暴走族対策室

  - 交通規制課
    - 会計係
    - 企画許可係
    - 都市規制係
    - 地方規制係
    - 信号係
    - 標識標示係
    - 管制係

  - 免許管理課
    - 会計係
    - 免許登録係
    - 免許適性係
    - 免許証作成係
    - 講習指導係
    - 行政処分企画係
    - 行政処分審査係
    - 聴聞係
    - 高齢運転者管理係

  - 免許試験課
    - 会計係
    - 学科試験第一係
    - 学科試験第二係
    - 技能試験第一係
    - 技能試験第二係
    - 新規免許係
    - 自動車教習所係

  - 交通機動隊
    - 会計係
    - 審理係
    - 企画指導係
    - 機動取締係
    - 北薩分駐係
    - 始良・伊佐分駐係
    - 大隅分駐係

  - 高速道路交通警察隊
    - 会計係
    - 企画指導係
    - 高速管理係
    - 市来分駐係
    - 末吉分駐係

- 警備部
  - 公安課
    - 会計係
    - 警備企画係
    - 情報係
    - 警備資料係
    - 事件係
    - 告訴・告発係
    - 外事対策室

  - 警備課
    - 会計係
    - 警備実施係
    - 重要防護対象対策係
    - 警護係
    - 危機管理対策室
    - 警察航空隊

  - 機動隊
    - 会計係
    - 企画係
    - 装備係
    - 教養訓練係
    - 管区機動係

- 機動センター
2007年4月、機動隊・九州管区機動隊鹿児島小隊・交通機動隊・高速道路交通警察隊・機動捜査隊・航空隊を統合運用する鹿児島県警察機動センターを鹿児島市東開町鹿児島県警察武道館に設置。この設立に伴い鹿児島市内3警察署（鹿児島中央警察署、鹿児島西警察署、鹿児島南警察署）の警備課に分散配置されていた九州管区機動隊鹿児島小隊隊員は全員鹿児島南警察署に集中配置された。なお、災害事件等で第二機動隊が招集された場合も機動センターによって統合運用される。

## データ
- 警察署数 - 27
- 交番数 - 68
- 駐在所数 - 205
- 職員数 - 2912人
- パトカー - 約900台
- 白バイ - 約50台
- 警備艇 - 2隻
  - 鹿1 さくらじま 生活安全部地域課（鹿児島市） 17m型 1999-
  - 鹿2 おおしま 奄美 17m型
  - (退役) れいめい 瀬戸内
- ヘリコプター はやと(アグスタウエストランド AW139)- 1機

## 警察署
警察署数は27。鹿児島中央・鹿児島西署長は警視正、その他の署長は警視、幹部派出所及び警備派出所の所長は警部または警部補である。
警察署のうち、鹿児島中央警察署、鹿児島西警察署、鹿児島南警察署、薩摩川内警察署、霧島警察署、鹿屋警察署及び奄美警察署には規則により副署長を置くことになっており、全て警視の者を充てる。
また、上記以外の警察署でも訓令により副署長または次長を置くことになっており、副署長は警視、次長は警部の者を充てる。
警察車両のナンバー地名は奄美市及び大島郡が「奄美」、それ以外の地域は「鹿児島」となる。

### 薩摩地方
| 地域   | 警察署名称         | 所在地                   | 管轄区域                                                                    | 前身         |
| ------ | ------------------ | ------------------------ | --------------------------------------------------------------------------- | ------------ |
| 鹿児島 | 鹿児島中央警察署   | 鹿児島市新屋敷町         | 鹿児島市中央・吉野・桜島・東桜島・吉田地区（牟礼岡） 鹿児島郡三島村・十島村 | 鹿児島警察署 |
| 鹿児島 | 鹿児島西警察署     | 鹿児島市城西三丁目       | 鹿児島市伊敷・吉田（除く牟礼岡）・郡山・松元地区                            |              |
| 鹿児島 | 鹿児島南警察署     | 鹿児島市東開町           | 鹿児島市谷山・喜入地区（一部を除く） 南九州市の一部                         | 谷山警察署   |
| 揖宿   | 指宿警察署         | 指宿市西方               | 指宿市                                                                      |              |
| 川辺   | 南九州警察署       | 南九州市知覧町郡         | 南九州市（一部を除く） 鹿児島市の一部                                       | 知覧警察署   |
| 川辺   | 枕崎警察署         | 枕崎市中央町             | 枕崎市                                                                      |              |
| 川辺   | 南さつま警察署     | 南さつま市加世田地頭所町 | 南さつま市 日置市の一部                                                     | 加世田警察署 |
| 日置   | 日置警察署         | 日置市伊集院町徳重一丁目 | 日置市（一部を除く）                                                        | 伊集院警察署 |
| 日置   | いちき串木野警察署 | いちき串木野市東島平町   | いちき串木野市                                                              | 串木野警察署 |
| 薩摩   | 薩摩川内警察署     | 薩摩川内市原田町         | 薩摩川内市                                                                  | 川内警察署   |
| 薩摩   | └甑島幹部派出所    | 薩摩川内市上甑町中甑     | 薩摩川内市                                                                  | 甑島警察署   |
| 薩摩   | さつま警察署       | 薩摩郡さつま町轟町       | 薩摩郡さつま町                                                              | 宮之城警察署 |
| 出水   | 阿久根警察署       | 阿久根市赤瀬川           | 阿久根市、出水郡長島町                                                      |              |
| 出水   | 出水警察署         | 出水市中央町             | 出水市                                                                      |              |
| 伊佐   | 伊佐湧水警察署     | 伊佐市大口里             | 伊佐市、姶良郡湧水町                                                        | 伊佐警察署   |

### 大隅地方
| 地域 | 警察署名称      | 所在地                 | 管轄区域               | 前身         |
| ---- | --------------- | ---------------------- | ---------------------- | ------------ |
| 姶良 | 姶良警察署      | 姶良市東餅田           | 姶良市                 | 加治木警察署 |
| 姶良 | 霧島警察署      | 霧島市国分中央三丁目   | 霧島市                 | 国分警察署   |
| 姶良 | └横川幹部派出所 | 霧島市横川町中ノ       | 霧島市                 | 横川警察署   |
| 曽於 | 曽於警察署      | 曽於市大隅町中之内     | 曽於市                 | 大隅警察署   |
| 曽於 | 志布志警察署    | 志布志市志布志町志布志 | 志布志市、曽於郡大崎町 |              |
| 肝属 | 肝付警察署      | 肝属郡肝付町新富       | 肝属郡東串良町・肝付町 | 高山警察署   |
| 肝属 | 鹿屋警察署      | 鹿屋市寿三丁目         | 鹿屋市、垂水市         |              |
| 肝属 | └垂水幹部派出所 | 垂水市田神             | 鹿屋市、垂水市         | 垂水警察署   |
| 肝属 | 錦江警察署      | 肝属郡錦江町馬場       | 肝属郡錦江町・南大隅町 | 大根占警察署 |

### 薩南諸島
| 地域 | 警察署名称      | 所在地               | 管轄区域                             | 前身         |
| ---- | --------------- | -------------------- | ------------------------------------ | ------------ |
| 熊毛 | 種子島警察署    | 西之表市西之表       | 西之表市、熊毛郡中種子町・南種子町   |              |
| 熊毛 | 屋久島警察署    | 熊毛郡屋久島町安房   | 熊毛郡屋久島町                       |              |
| 大島 | 奄美警察署      | 奄美市名瀬長浜町     | 奄美市、大島郡大和村・龍郷町・喜界町 | 名瀬警察署   |
| 大島 | └喜界幹部派出所 | 大島郡喜界町大字湾   | 奄美市、大島郡大和村・龍郷町・喜界町 | 喜界島警察署 |
| 大島 | 瀬戸内警察署    | 大島郡瀬戸内町古仁屋 | 大島郡瀬戸内町・宇検村               | 古仁屋警察署 |
| 大島 | 徳之島警察署    | 大島郡徳之島町亀津   | 大島郡徳之島町・天城町・伊仙町       |              |
| 大島 | 沖永良部警察署  | 大島郡和泊町和泊     | 大島郡和泊町・知名町・与論町         |              |
| 大島 | └与論幹部派出所 | 大島郡与論町茶花     | 大島郡和泊町・知名町・与論町         |              |

## 不祥事

### 2003年
- 志布志事件
4月13日投開票の鹿児島県議会議員選挙（統一地方選挙）の曽於郡選挙区で当選した中山信一県議会議員の陣営が曽於郡志布志町（現・志布志市）の集落で住民に焼酎や現金を配ったとして中山やその家族と住民らが公職選挙法違反容疑で逮捕された事件を巡る捜査において、捜査第二課選挙違反取締本部が自白の強要や数か月から1年以上にわたる異例の長期勾留など違法な取り調べを行った事件。後に被告は全員無罪判決の確定判決。鹿児島県などに国家損害賠償命令の判決が下った。

### 2008年
- 川内原子力発電所の警戒警備の任に当たる原子力関連施設警戒隊所属の隊員が、勤務中にパトカーで原発を抜け出し、出会い系サイトで知り合った未成年者および女子高生と薩摩川内市内で合流してパトカーに同乗させ、パトカー車内で児童買春を行った事件。同隊員（処分時は鹿児島南警察署所属）は懲戒免職処分となった[5]。
- 11月、霧島警察署陵南駐在所の巡査部長が巡回中に女性用下着を盗んだとして停職処分を受けた[6]

### 2010年
- 4月、新入・転入職員の歓迎会の後、男性警部補が女性職員の一人に対し、身体に触れるなどのセクハラ行為を行った。この警部補は、別の女性と不適切な関係を持っていたことも明らかになったとしてセクハラの件とともに減給処分となったが、県警はこの事実を2013年3月に報道されるまで公表していなかった[7]。

### 2011年
- 3月14日、志布志警察署長以下署員30名が同月11日、東北地方太平洋沖地震（東日本大震災）に伴う津波による避難勧告中に宴会を開いていたことが発覚[8]。3月15日になり、志布志署以外にも、いちき串木野署と錦江署が同様に送別会を行い更に県警本部に警備にあたる警察官の人数を虚偽報告していたことが明らかになった。
- 10月7日、訓練のため訪れていた福岡市において、居酒屋のトイレでアルバイト少女の胸などを触ったとして、巡査2人が福岡県警察に強制わいせつ容疑で逮捕された。[9][10]

### 2012年
- 警部補による飲酒運転
2012年6月26日。鹿児島西警察署交通課課長代理の警部補が飲酒運転をして自損事故を起こし逮捕される。[11]
- 暴力団組員の供述内容を改竄
組織犯罪対策課は、同年に暴力団組員が起こした事件を摘発したが、その際、被害者の供述が当初「（組員と）面識はなかった」から「面識があった」と変遷したにもかかわらず、当初から「面識があった」とする虚偽の内容に、被害者の供述証書を改竄していたことが、2013年になって発覚。県警は有印公文書偽造の疑いで実態を調査。その後2013年12月13日に県警は、当該の事件を担当した組織犯罪対策課の52歳の男性警部ら3人を虚偽有印公文書作成などの容疑で書類送検し、減給などの処分とした。[12]
- 警部補が部下に銃口を向ける、手錠をかける
2012年9月。警務課の男性警部補が鹿児島中央警察署の交番内で実弾入りの拳銃を部下の署員の正面に立ち、銃口を向けていたことが2016年に発覚した。この警部補は2013年にも交番内で別の部下に拳銃で同様の事件を起こすほか、慰安会で部下に手錠をかけるなどの事件を起こしていた。[13]
- 鹿児島天文館事件(2012年10月)
鹿児島市内で深夜に未成年女性からの暴行通報により逮捕された男性から、県警は唾液と精液のDNA型を採取して証拠物としたが、無罪を主張する男性を有罪とした一審判決後に、県警はDNA抽出後の残り溶液や鑑定過程のメモをすべて廃棄していた。控訴審で日本大学の押田茂實名誉教授（法医学）による再鑑定で精液のDNAが抽出され、被告と異なる第三者の型と判明した。しかも、女性が当日はいていたショートパンツから検出された第三者の型とも一致した。これを受け、福岡高等裁判所宮崎支部は2015年3月、被告を保釈した。冤罪事件であるため、事件の真犯人は未だ検挙されていない。[14][15]

### 2013年
- 2月

　　　県警察学校の男性職員が架空の旅費申請などで公費をだまし取った容疑で逮捕。
- 5月

　　　さつま署の男性会計課長が交通安全協会に販売した収入証紙の売り上げを横領した容疑で逮捕。
- 鹿児島中央署制圧死事件
鹿児島中央署に所属していた警察官5人が、泥酔して警察官に膝蹴りなどの暴行をした当時42歳の会社員男性を取り押さえる際に、腹ばいにして膝で制圧し、男性は数分後に突然いびきをかくなどして異変を見せたため救急搬送を行ったが、低酸素血症で18時間後に死亡した。[16]遺族は制圧に加わった警察官2人を特別公務員暴行陵虐罪で刑事告訴し、2015年6月に初公判が行われて業務上過失致死罪で両人に30万円の罰金刑が求刑された。[17]
この事件に関連し、県警は事件の様子を取り上げたマスコミの映像を押収し、鹿児島地方検察庁が保管していた。これに対して死亡した男性の遺族が、鹿児島県に対し損害賠償を求めた訴訟において、鹿児島地方裁判所は2016年12月7日に、映像を提出するよう同地検に命令[18]。しかし2017年3月30日付で、控訴審の福岡高等裁判所宮崎支部は、「報道の自由と、（映像に映った）当事者以外の人物のプライバシーを侵害する虞がある」、「目撃者による供述調書もあり、映像公開は不可欠ではない」との理由で、一転して命令を取り消す決定をし[19]、同年7月25日付で最高裁判所は遺族側の特別抗告を棄却した。[20]その後、2018年に鹿児島地裁で和解が成立し、鹿児島県が遺族に2530万円を支払うことで事件は終結した。[21][22][23]

### 2014年
- 5月

鹿児島県警の警視が仕事を通じて知り合った土木会社の社長らから月1回から2回、数千円から1万円の接待を二十数年間にわたって受けてきたことが判明した。

### 2016年
- 3月

鹿児島市内で発生した無理心中事件に関して、母親を殺害した疑いのある息子について捜査せず放置していたことが判明した。
- 6月
  - 鹿児島県警の男性警視が、指宿署長在任中の2015年に部下男性に対してわいせつ行為を行っていたことが判明した。[26]この男性警視は2016年3月に発覚した殺人事件の捜査を放置していた刑事課長である。
  - 実弾を装填した拳銃を部下に向けたとして、鹿児島中央警察署の警部補を銃砲刀剣類所持等取締法違反で書類送検した。この警部補は過去にも同様の不適切な行為を重ねていたことも判明した。[27]
- 7月

　　鹿屋署の男性巡査部長が勤務時間外に女性にわいせつな行為をしようとした容疑で逮捕。
- 11月
鹿児島県警に採用され、姶良警察署に勤務していた元巡査が採用前に強姦事件を起こしていたことが判明した。この元巡査は福岡県でも強姦事件を起こし、遺留物のDNA鑑定で鹿児島県での犯行が判明した。鹿児島県警は強姦犯とは気づかずに採用していたことを認めた。[28]

### 2017年
- 月日不明
2017年に鹿児島県警の警察官が公務外に窃盗罪で罰金刑となり、懲戒処分を受けたが、県警は当時これを公表しなかった。この警察官は2021年にも勤務中に窃盗事件を起こし、懲戒免職処分を受け県警はこれを公表したが、2017年の事件については刑事処分や懲戒処分の公表を行わなかった。記者会見で県警は「発表していない処分は、お答えを差し控えて頂きます」と答えた。[29]
- 12月
鹿児島西警察署会計課の警察職員が、遺失物として保管されていたICカードを多数着服し、書類送検となり懲戒免職処分を受けた。[30]

### 2018年
- 3月
  - 県警察本部警備部警備課の男性巡査が2月に女性宅に不法侵入をする事件を相次いで2件犯し、目撃情報や防犯カメラの映像から巡査が犯人であることが割り出された。女性から被害届が出されなかったため立件は見送られ、停職6か月の処分が下された直後に巡査は依願退職した。
  - 交通部免許管理課勤務の事務職員の男が、鹿児島市に住む男性宅の敷地に侵入し、車の中を物色したとして、住居侵入と窃盗未遂の疑いで逮捕された。[31]

- 7月
  - 警務部所属の男性巡査部長が複数の部下に対してパワハラをしたとして停職6ヶ月の処分を行った。男性巡査部長は部下へ真冬に氷水で警察車両を洗車させるほか、昼食を1分間で摂ることを強要するなどの他、暴言や仮眠を禁ずるなどの行為をしていたことも判明した。[32]
  - 霧島警察署に勤務する男性巡査が女性のスカート内を盗撮したとして、公衆に不安等を覚えさせる行為の防止に関する条例違反の疑いで逮捕された。巡査は6月27日午後1時ごろ、鹿児島市内のコンビニで、女性のスカート内をスマートフォンで盗撮した容疑で逮捕送検され、減給3カ月の懲戒処分を受けた巡査は同日付で依願退職した。[33][34]この事件を受けて、報道各社は鹿児島県警へ再三の会見要請をしたが、県警はこれに応じなかった。[35][36]
- 8月
  - 日置警察署に所属する男性巡査がナイフを所持していたとして銃刀法違反で逮捕された。男性巡査は鹿児島市内で接触事故をおこし、事故処理に駆けつけた警官が男性巡査が不審だったため車内を捜索をしたところ刃渡り9.8cmのナイフが発見された。[37]
- 12月
  - 県内警察署の50代男性警視であり、広報を担当していた副署長が報道機関の20代女性にわいせつな発言を行い、セクハラ発言であると抗議を受けていたことが判明した。なお、副署長は共同通信社の20代女性記者にもわいせつな発言をしていたことが判明し、県警は減給3ヶ月の処分を下し男性警視からの要望で警部補への降格を行った。[38][39]

### 2019年
- 3月
  - 児童福祉法違反容疑で逮捕した20代の男の所有するスマートフォンを押収して解析する際に、裁判所の令状や男の同意も得ずに立ち寄り先履歴などの位置情報をサーバから取得していたことが判明した。[40]
- 8月
  - 2018年2月に行われた駅伝大会において霧島市の交差点で乳児が死亡する交通事故が発生し、交通整理を行っていた警察官が業務上過失致死で書類送検され、罰金刑と戒告処分を受けた。[41][42][43]

### 2020年
- 2月
  - 霧島警察署に所属する巡査部長が、2019年12月に中学生の少女に現金を渡す見返りにみだらな行為をしたとして、児童買春・ポルノ禁止法違反（買春）の疑いで逮捕された。容疑について巡査部長は「間違いない」と認めている。この巡査部長は術科特別訓練員(拳銃)として特別の許可を受けずに拳銃射撃訓練を行うことができ、2019年に行われた茨城国体に選手として出場していた。[44][45][46]
- 5月
  - 2019年12月に警部補が業務時間外に部下へセクハラを行ったとして、減給1ヶ月の懲戒処分を受けていたことが判明した。処分は2020年2月だったが、公開されなかった理由を県警監察課は「警察庁の処分発表の指針に従って判断した」と説明した。[47]
- 7月
  - 酒気帯び運転でパトカーから追跡されて自損事故を起こし逮捕された少年が取り調べで否認し、同乗していた少年が運転をしていたことが判明した。事故現場付近の防犯カメラの確認を怠っていたため誤認逮捕が発生した。[48]
- 12月
  - 2019年6月28日に捜査書類の偽造を行ったとして、2020年1月10日に鹿児島県警所属の警察官3人が虚偽有印公文書作成の疑いで書類送検された。3人のうち、警部および警部補は所属長訓戒に、巡査長は所属長注意に処分されている。この一連の事実は鹿児島県警によって隠蔽され、2020年12月23日に共同通信によって報道されて初めて公のものとなった。[49][50]

### 2021年
- 2月
  - 鹿児島県警のサイバー犯罪対策課が公式ツイッターで『「社会生活に問題が生じているのにゲームを続けていませんか？それは「ゲーム障害」という精神疾患です。大切な人間関係、仕事、人生を失う前にゲームを止めましょう」』と投稿し、「医学的知見等に基づかない」、「県警が診断を下すことはできない」、「サイバー犯罪とは関係ない」等の批判を受け、県警は投稿を削除し謝罪した。[51]
- 3月
  - 2019年に南さつま警察署に勤務する30代男性警官が自殺し、公務災害に認定された問題で、県警は亡くなる前に長時間労働があり、パワーハラスメントも受けていたと明らかにした。県警は当初これを公表せず、「個人に関することで詳細は答えられない」としていたが、定例会見で「自殺する前に、長時間勤務やパワハラがあったと判断している」と明らかにした。遺族に対しては、「重大な結果を防止できなかった」と謝罪した[52]。県警は南日本新聞社の情報開示請求を受け、自殺した男性警官の上司2名を本部長訓戒処分にしていた事を後日認めたが、自殺と処分の関連については「回答を差し控える」と発表した。[53]
- 4月
  - 奄美署管内で誤った道路標識に基づいて誤った53件の反則告知を行っていたとして、反則金の返還や免許の回復などの対応を行った。元々は右左折禁止の標識だったが、道路工事のために右折先の道路通行が不可能なため左折のみ禁止とする標識に変更したが、工事完了後に右左折禁止標識に戻す手続きを行わなかったために右折をした運転者の誤摘発が発生した。[54]

- 6月
  - 2020東京オリンピックの警備応援派遣中である、交通機動隊北薩分駐隊所属パトカーが、名阪国道名古屋方面行き神野口ICと山添IC間で貨物自動車との追突事故を発生した。[55][56]
- 7月
  - 2020年2月に事件当時同僚だった奄美警察署に勤務する女性警官宅へ侵入したとして、いちき串木野警察署勤務の男性警官が逮捕された。県警が男性警官の素行不良を調査するため、私物のスマートフォンやパソコンのデータを調べていたところ、犯行が発覚した。男性警官は容疑を認めているが、県警は供述や動機については答えられないとしている。[57][58][59]8月、内部調査の結果、奄美警察署が押収した児童ポルノの映像が入ったCD-Rを持ち出していたほか、以前、勤務していた奄美警察署の女子更衣室を盗撮していた動画が見つかったため[60]、県警は懲戒免職処分にし、児童ポルノ禁止法違反と、建造物侵入の疑いで書類送検した。県警は現職警官の逮捕を受け、全職員に規律引き締めの緊急通達を出した。[61][62][63]

### 2022年
- 2月
  - 鹿児島中央警察署の警察官が2021年12月、保管されていた拾得物の財布から現金4万円を横領した上、落とし物に関する書類に1,218円しか入っていなかったとする虚偽の内容を記載するなどした疑いで横領と虚偽有印公文書作成・同行使で逮捕、起訴された。なお、県警は容疑者警官の認否を明らかにせず送検し、地検は容疑者警官の認否を「公判に支障がある」として明らかにしていない。警察官は3月に懲戒免職となり、裁判では容疑を認め検察から懲役2年を求刑されたが、判決では「警察への信頼を損なう悪質な犯行だが、すでに示談が成立し、反省している」として懲役2年執行猶予4年の有罪となった。この警察官は2017年にも公務外で窃盗事件を起こして罰金刑を課されたが、県警は刑事処分および懲戒処分について2017年当時発表せず、2022年3月の懲戒免職処分時にも発表しなかったが、今回の事件の判決公判によって明らかになった。2022年5月に行われた記者会見で「発表していない処分は、お答えを差し控えてまいります」と回答した。[64][65][66][67][68][69][70]
- 6月
  - 鹿児島西警察署に所属する覆面パトカーが自転車で移動中の中学生と交差点で出会い頭に衝突し、中学生が手首を骨折する重症を負った。西警察署の副署長は取材に対し警察車両が事故を起こし中学生にけがをさせたことに対し、「再発防止につとめてまいります」とのコメントを出した。[71]

### 2023年
- 1月
  - 種子島宇宙センターで1月に打ち上げが行われたH-IIAロケットは正規の時刻より1分遅れで発射されるトラブルが発生したが、原因が打ち上げ直前に警戒区域内に鹿児島県警のヘリコプターが侵入していた為と判明した。県警は「今後同様のことが起きないよう指導などを徹底する」としている。[72][73][74]
- 3月
  - 大麻を警察学校在籍時の同級生から譲り受けたとして、鹿児島中央警察署の巡査が麻薬特例法違反（規制薬物としての譲り受け）の疑いで宮崎県警察に逮捕、起訴された。巡査は高校卒業後の2020年冬頃、友人から影響を受けて大麻使用を開始し、2022年4月に鹿児島県の警察官として採用され犯行当時は鹿児島県警察学校に入校中で、2023年1月からは鹿児島中央警察署管内の交番で勤務を行いながら100回以上の大麻を使用を重ねた。また、警察学校で教育を受けた大麻事犯捜査知識を悪用し、共犯者へ「薬物捜査では被疑者のSNSの履歴も調べる」「大麻関係のSNSのやり取りは消すべきだ」などと助言を行っていた。逮捕後の捜査で警察職員寮内で大麻を粉末状にする器具が見つかったほか、尿からも大麻成分が検出され、逮捕直前まで使用していたことが判明した。鹿児島県警首席監察官は「警察官としてあるまじき行為。宮崎県警の捜査を踏まえて厳正に対処する」、宮崎地検は「公判に支障がある」として被告の認否を明らかにせず、鹿児島県警監察課は「処分に向けて事実関係を調査し、厳正に対処する」とコメントした。６月に行われた宮崎地裁での裁判で、「大麻の購入と使用を繰り返し、常習性がうかがわれる。警察官となりながら本件に至ったことは非難を免れない」として懲役６か月、執行猶予３年の有罪判決を受けた。[75][76][77][78][79]

- 4月
  - 薩摩川内市の県道で地域課の巡査が運転するパトカーが信号待ちで停車中の軽自動車に追突し、運転していた男性を負傷させた。巡査は「前をよく見ていなかった」と供述している。[80]
- 5月
  - 鹿屋警察署に勤務する男性警部補が沖永良部警察署の駐在所に勤務していた2021年からおよそ1年8か月の間、勤務中に制服姿のままゴルフ練習場へおよそ40回行き、アプローチなどの練習をしていたことが判明した。実弾入り拳銃などの装備品は近くのベンチや地面に置いたままであった。調べに対して警部補は「大変なことをしてしまい申し訳ありません」と述べている。鹿児島県警は「再発防止対策を徹底し信頼の回復に全力を尽くす」とコメントし、停職3ヶ月の懲戒処分を行い、また、警部補からの申し出で巡査部長への降任を行った。[81][82]
  - 姶良警察署・交通課に勤務する男性巡査部長が2022年5月までのおよそ3年半、交通事故40件で73枚の捜査書類を偽造したり、事故当事者の診断書を自宅に持ち帰って隠したりしていた容疑で虚偽有印公文書作成容疑と公用文書毀棄容疑で書類送検された。容疑の認否に対し県警は「捜査に支障がある」として明らかにず、巡査部長は調べに対し「非常に反省している」と述べ、依願退職した。県警は「再発防止対策を徹底し信頼の回復に全力を尽くす」とコメントした。[83]2024年7月8日、鹿児島県警は元巡査部長に懲役2年6月、執行猶予4年を言い渡した。[84]
  - 5月に上記2件の不祥事について懲戒処分を行った鹿児島県警は、定例会見で野川明輝本部長が「教訓を抽出し、その後の取り組みに生かしていくべきもので、１つ１つの事案に対してしっかり向き合っていく必要がある」と述べた。[85]
- 10月
  - 鹿児島県警察はSNSで知り合った13歳未満の女児にホテルで性的暴行を加えたとして、強制性交の容疑で鹿児島西警察署留置課の28歳男性巡査長を逮捕した。県警は匿名の通報を基に女児への聞き取りとSNSの通信履歴などの捜査を行った。巡査長は少女には警察官であることを伝えていたとし、職務を利用した行為はなかったとしている。巡査長は取り調べに対し「性交したことはあるが、13歳未満とは知らなかった」と容疑を否認している。県警は報道発表資料を通じ、会見ではなくレクを開くと通知し、警察本部の首席監察官が「警察官としてあるまじき行為であり、被害者をはじめ県民の皆様に深くお詫び申し上げる。今後、事実関係を調査の上、厳正に対処する」とコメントした。県警記者クラブに加盟するテレビや新聞約１０社が会見を開くよう求めたが、県警はこれに応じなかった。記者会見を開かなかった理由を「会見の必要性は、事案ごとに職務上かプライベートの行為かなど総合的に判断している」とした。2018年以降の県警の現役警察官・職員の逮捕は今回を含め8件。南日本新聞の調べによると、会見を開いた５件のうち４件は勤務外行為での逮捕だった。11月、男性巡査長は強制性交で起訴された。検察は「公判に支障がある」として認否を明らかにせず、県警の監察課は起訴を受けて「厳正に対処する」としている。巡査長は11月30日に懲戒免職とした。2024年1月、元警察官となった男の裁判で鹿児島地方裁判所は男に対して懲役3年、執行猶予5年の有罪判決を言い渡した。裁判長は「未成年であるにもかかわらず、欲求のままに及んだ犯行であり刑事責任は軽いものではない。現職の警察官として法を順守することが社会から強く期待される立場でありながら、本件において社会に与えた影響は大きい」と述べて断罪した。判決を受け男の弁護側は、控訴しない方針である。[86][87][88][89][90][91][92][93]
  - 霧島警察署の58歳男性巡査部長が職務中に行った県内20代女性へのつきまとい行為でストーカー規制法で告訴・書類送検されていたことが南日本新聞社の取材で判明した。女性は2月中旬、勤務先に訪れた巡査部長から携帯電話番号を手書きした名刺を押し付けられ、その後も度々訪れた巡査部長から勤務曜日・趣味などの情報を執拗に要求されるつきまとい行為を受けた。女性は2月下旬に巡査部長の所属署へ被害の相談を行い、署の幹部から「巡査部長から聞き取り調査を行って厳しく注意し、結果についてはすぐにでも連絡する」と伝えられたが、しばらくたっても連絡がなかったため再び問い合わせたところ、この幹部は「会議があり連絡が遅れた」と釈明した上で「巡査部長は名刺を渡したことは認めているものの、あなたから好意を持たれていると勘違いしていたようだ」と説明した。その後も巡査部長が職務中にパトカーでつきまといをする行為があり、3月上旬には県警本部にも相談を行った。8月に苦情・相談等事案処理票の情報を開示請求を行い、9月に開示されたが、巡査部長の所属署で作成された処理票は含まれず、3月以降に県警本部が対応したものしか存在しなかった。巡査部長の所属署での処理票について県警は「開示された文書になければ、ないということ」と女性に説明したが、「署で作成した女性の相談に関する処理票を当時、システム上で閲覧した」と話す県警関係者もいる。県警総務課は「一般論として（警察官の不祥事に関わる）監察事案や被害届を受理した場合などは作らない」と南日本新聞社の取材に対して答えた。　県公安委員会は６月、女性からの問い合わせに「心情に寄り添った迅速な対応などの配慮に欠けており、県警に関係職員を厳正に指導するよう要請した」と回答。パトカーで勤務先をうろつく行為は、容疑者警察官と同じ署に所属する警察官による目撃があるが「署が関係資料を精査したが、客観的な証拠は認められなかった」とした。県警総務課は処理票の有無や女性への一連の対応について、「個別事案への広報対応はしない」としている。26日に行われた定例会見において県警本部長は「警察に対する信頼を大きく損ねたことを深刻に受け止めている」「職員が誤った道に足を踏み込む前に、正しい方向へ導く機会が得られるよう、日頃から上司や同僚が、手を差し伸べられる関係を作っていくなど、信頼回復に努めたい」と述べた。11月のNHK鹿児島局の取材に対して県警は、巡査部長の書類送検について「発表事案ではないため事実の有無も含めて回答を差し控える」と回答し、対応に問題がなかったどうかについても「回答できない」としている。被害女性は「警察からは、対応が遅れたことや記録が残されていなかったことへの説明はなく、具体的な謝罪も一切ありません。怖い思いをして相談したのに、何か起きなければ動いてくれないのではないかと不信感しかありません」と述べた。[94][95][96][97]

### 2024年
- 2月
  - 2021年、新型コロナウイルス療養施設において鹿児島県医師会元職員男性が女性への強制性交の疑いで書類送検され、不起訴になった事件で、女性の代理人弁護士が会見で「女性の個人情報が漏えいし鹿児島県警から謝罪の申し出があった」と明らかにした。県警は「個別事案については回答を差し控える」としている。不起訴を不服とした女性は検察審査会へ「事件を取り扱った署に当時、男性の父親が現職の警察官として勤務しており、適切な捜査が行われたと信頼できない」などと申立書を提出した。[98][99]
- 3月
  - 捜査内部資料が外部に流出したとして、県警は関係者に謝罪した。流出した文書は「告訴・告発事件処理簿一覧表」2枚で、内容は4事件の告訴人、被告人の氏名・生年月日・事件の処理状況等の関係者7人の個人情報の他、警察職員5人の個人情報である。2023年10月に流出した文書が黒塗りされ、ウェブメディアに掲載された。この文書については2月に発生した不祥事も関連し、県警が流出を認知したのも事件被害者からの訴えであった。県警は2023年12月に資料のアクセス権限を持つ職員の印刷権限を停止し、流出の経緯を厳格に調査をするとしている。ウェブメディアは「他にも数十件の捜査情報が流出している」と記事を発表している。[100][101][102][103][104]3月18日に行われた定例会見で、県警本部長は「100件を超える事件の情報が流出し、300人以上の個人情報が流出している」とし、「県民の皆様にご迷惑とご心配をおかけし深くおわび申し上げる」と謝罪した。[105][106]3月19日、松村祥史国家公安委員長は「鹿児島県警では、昨年10月に資料の流出による個人情報の漏えい事案を認知し、個人情報保護委員会への報告や本人への説明など、所要の措置をとるとともにその状況を公表したが、それ以上の資料が流出している可能性が認められることから、およそ50人態勢で厳正な調査、捜査を行っていると承知している」とし、そのうえで、「個人情報の漏えいはあってはならないことだ。鹿児島県警で厳正な調査、捜査を行ったうえで、判明した事実関係に則して適切な対応が行われるよう、警察を指導する」と述べた。[107]県警は4月に曽於警察署地域課の巡査長を前述の情報流出の被疑者として地方公務員法違反容疑で逮捕した。巡査長は容疑を認めている。[108]県警は記者会見で「適切に管理すべき情報が流出し、ご迷惑とご心配をかけたことを深くおわび申し上げる。今後の捜査結果を踏まえて厳正に対処していく」と述べた。[109][110][111]巡査長は2022年3月から2024年3月まで県警本部公安課に勤務し、一連の情報は業務上の必要性に応じ照会できる立場だった。[112]南日本新聞社は本事件について、社説で「(流出をさせた警察官)個人の資質に依る事件と評するべきではない。県民の安心安全と信頼の回復に組織全体で徹底的な検証と意識改革が求められる」と断じた。[113][114]また、情報流出の被害に遭った県内の市長が匿名でメディアの取材に応じ、「個人情報に関しては我々でも漏えいしないよう厳しく管理している。今回の件は『モラルが欠けている』という話だけではない。警察への信頼が失墜してしまった」と指摘した。[115]また、前述の流出以外にも巡査長が捜査内部資料の印刷物を第三者へ手渡しで流出をさせていたとして再逮捕した。[116][117]県警による流出被害者への通知と説明が進む中で、被害者が望む訪問形式や面会での説明をせず電話で通知、謝罪で済ませる事案や流出先の説明を拒絶する等の問題も発生した。個人情報保護委員会によると、個人情報保護法の解釈指針は漏えいが発覚した際「合理的かつ適切な方法により、本人にとって分かりやすい形で通知することが望ましい」と示している。[118]5月20日に巡査長は起訴され、これを受けて県警は巡査長を懲戒免職処分とした。起訴状で県警は漏らした相手について、福岡市の60代の会社役員であることを発表した。会社役員について、県警はウェブメディアとの関係性を明らかにしていないが、巡査長は業務の一環として以前から接触していたとし、「情報提供する見返りに相手からの情報が入りやすくなるだろうと考え、個人の判断で漏らした」などとしている。[119]流出した捜査情報は95事件の告訴・告発の概要および容疑者と被害者、捜査員らの累計304人の名前や生年月日であると県警は発表した。[120]8月5日、鹿児島地裁は元巡査長に懲役1年、執行猶予3年の判決を言い渡した。[121]

- 4月
  - 結婚詐欺の被害に遭った県内在住の女性が被害の申告を鹿児島南警察署へ行ったが、担当した警察官は「男女間の貸し借りだ」等として「詐欺と判断できない」と対応を行い、被害申告を不受理とした。女性からの苦情を受けた県公安委員会は、「被害者が具体的な相談をしたにも関わらず、一般的な相談対応にとどめ、申し出の内容を記録化する際に正確性を欠き、組織的な検討が不十分で警察署の対応は適切さに欠ける」として、警察に指導したと女性に通知した。[122][123][124]その後、女性が被害申告の供述調書の開示請求を行ったところ、女性の供述と警察官が作成した調書の内容がかけ離れていた。これを受けて女性は、聴取および文書作成を担当した警察官を虚偽公文書作成等罪の疑いで刑事告発を行い、告発状が受理された。本事案について取材を受けた鹿児島南警察署は「個別の案件なのでコメントできない」とした。[125]
  - 鹿児島県警察本部警備部公安課課長補佐の男性警部が知人の40代の女性の体を触ったなどとして不同意わいせつの疑いで逮捕、起訴された。記者会見で、鹿児島県警察本部の牛垣誠首席監察官は「警察官としてあるまじき行為であり、被害者はもとより県民に深くおわび申し上げます。誠に申し訳ございませんでした」と述べたうえで、警察官の逮捕が続いていることについては、「組織として大変重く受け止めています。今後、組織一丸となって再発防止、県民の信頼回復に努めてまいりたい」と述た。[126][127]また、県下警察署長等会議で、県公安委員会の増田吉彦委員長が相次ぐ警察官の逮捕について「県下の厳しい情勢の中、自覚の乏しい職員がいたことが残念でなりません」と苦言を呈し、野川明輝本部長は「警察官は自らの行動に対する自己評価についても公正でなければならない」と述べた。[128][129][130]巡査部長には6ヶ月の停職処分が下され、依願退職をした。[119]
- 5月
  - 女子トイレに侵入し、面識のない女性への盗撮を行った容疑で枕崎警察署地域課の巡査部長が性的姿態撮影処罰法違反（撮影）などの疑いで逮捕された。容疑は巡査部長は2023年12月に県内の女性用公衆トイレに侵入し、30代の女性を私用のスマートフォンで撮影を行った疑いであり、巡査部長は容疑を認めている。県警は巡査部長が職務中であったか明らかにしていない。逮捕後の記者会見で牛垣誠首席監察官は「警察官としてあるまじき行為。被害者と県民に深くおわび申し上げる。昨今県警察職員の非違事案が明らかとなっており、極めて遺憾」と述べた。[131]2024年9月10日、元巡査部長（依願退職）に対し、鹿児島地裁は懲役2年執行猶予3年（求刑懲役2年）を言い渡した[132]。
  - 姶良警察署交通課に在職していた元巡査長の男が虚偽有印公文書作成・同行使と公用文書毀棄罪の疑いで在宅起訴された。元巡査長は2019年から数年間、過失運転致傷事件の捜査で、取り調べや当事者の立ち会いによる実況見分をせずに姶良警察署内で少なくとも22通の虚偽の公文書を作成、行使した容疑の他、過失運転致傷事件に関する捜査書類を保管していた警察署から持ち出し、自宅に隠して書類の使用をできなくした容疑である。県警は5月に書類送検していたが公式での発表は行わなかった。[133][134]
  - 職務上知り得た秘密を退職後に漏らしたとして、前生活安全部長を国家公務員法（守秘義務）違反の疑いで逮捕した。逮捕容疑は3月下旬、在任中に入手した県警職員と一般人の名前や年齢などの個人情報が印字された内部文書複数枚を、別の警察職員の名前を使って第三者に郵送し、秘密を漏らしたとしている。[135]前部長は鹿児島簡裁の勾留理由開示手続きで動機について「野川明輝本部長が県警職員の犯罪行為を隠蔽しようとしたことが許せなかった」と説明した。 2023年12月に起きた県警警察官による盗撮事件について野川本部長に捜査方針を確認した際、本部長から「最後のチャンスをやろう」「泳がせよう」と言われた、と主張。別の現職警官の不祥事についても公表されなかったとし、「マスコミが記事にして、不祥事を明らかにしてもらえると思った」とした[136][137]。東京都の出版社社長が野川を犯人隠避などの疑いで刑事告発したが、7月5日、鹿児島地方検察庁は嫌疑不十分などで不起訴処分とした[138][139]。

- 6月
  - 県警が2023年10月2日付で配布した内部文書「刑事企画課だより」に「再審や国賠請求等において、廃棄せずに保管していた捜査書類やその写しが組織的にプラスになることはありません」との記載があり、県警が速やかな捜査書類の廃棄を促していたことが西日本新聞の報道により明らかになった[140][141][142]。同文書には「未送致書類であっても、不要な書類は適宜廃棄する必要がある」とも書かれていた。県警によると、捜査活動に従事する警察官を対象に、本部の課や署にメールで送付されたという[143][144]。これを受けて6月16日、再審のやり直しを求めている大崎事件弁護団の鴨志田祐美弁護士らは会見し、「無罪を導く証拠の廃棄を指示するものとして、極めて深刻な問題で強く抗議する」との声明を発表した[140][145]。6月20日には日本弁護士連合会の渕上玲子会長が「証拠開示制度を画餅に等しくするもので、到底容認できない」とする声明を発表した[146]。
  - 上述の内部文書を掲載したインターネットメディアが、別の事件の関係先として県警から捜索され、文書データを強制削除された疑いがあることが判明した。同メディア代表の男性記者は弁護士を通じ、県警に6月13日付で「苦情申出書」を送付した。苦情申出書によると、曽於署の男性巡査長が地方自治法違反で逮捕された事件の関係先として男性記者宅も県警の家宅捜索を受けた。男性記者は裁判所の捜索令状を見せるよう求めたが、捜査員から示されず、内部文書のデータが入ったパソコンなどを押収された。翌日、パソコンを返却されたが、捜査員から内部文書を削除していいかと尋ねられたという。男性記者は、捜索対象の事件とは無関係だなどとして拒否したが、捜査員は「内部文書ですから」と述べて一方的に消去したと訴えている。男性記者の代理人弁護士によると、男性記者は家宅捜索を受ける前の同年2月、サイトに掲載した捜査関係資料の一部を任意提出すると申し出たが、県警から受け取りを拒否されたという[147]。
- 7月
  - 出勤時に酒気帯び運転をしたとして、南さつま署の30代巡査長を停職1カ月の懲戒処分とした。県警によると、巡査長は3月9日、南さつま市内で基準値を超える酒気を帯びた状態で、自宅から同署まで自家用車を約600メートル運転した。出勤後のアルコール検査で基準値を上回る値が出たため上司に報告した。県警は5月13日、巡査長を道路交通法違反（酒気帯び）の疑いで書類送検。鹿児島地方検察庁知覧支部は同24日付で巡査長を嫌疑不十分で不起訴処分とした[148]。

### 2025年
- 2月14日、捜査２課長が知人女性に性的暴行を加えたとして書類送検される。また、同年3月21日に捜査で知り得た情報を別の知人女性に漏らしていた事も新たに発覚した[149]。
- 3月
  - 24年6月15日に鹿児島中央署の30代警察官が酒気帯び運転で書類送検されていた事が、また、同年4月から10月の間、霧島署の40代警官が留置施設の禁止区域に私物の携帯電話を持ち込み、ゲームをしたり、インターネット上の動画を見たりしたとして減給処分されていたことがそれぞれ発覚[150]。

## 未解決事件
- 鹿児島市田上台強盗殺人事件[151]
- 阿久根市大川強盗殺人事件[152](競輪ノミ行為のトラブルとみられるが[要出典]未だ被疑者検挙に至らず）
- 鹿児島市設計事務所毒物混入事件[153](時効成立)
- ファミリーマート荒田一丁目店強盗事件[154][155]
- 鹿児島天文館事件[15]
- 鹿屋市女性殺人死体遺棄事件(2022年)[156][157]
- 鹿児島中央駅切りつけ事件(2023年)[158][159]